# Carroll County (Iowa)
Das Carroll County ist ein County im US-amerikanischen Bundesstaat Iowa. Im Jahr 2020 hatte das County 20.760 Einwohner und eine Bevölkerungsdichte von 14,1 Einwohnern pro Quadratkilometer.  Der Verwaltungssitz (County Seat) ist Carroll.

## Geografie
Das County liegt im mittleren Westen von Iowa und hat eine Fläche von 1477 Quadratkilometern, wovon zwei Quadratkilometer Wasserfläche sind.
Es wird im Nordosten vom Raccoon River durchflossen, der über den Des Moines River zum Stromgebiet des Mississippi gehört.
An das Carroll County grenzen folgende Nachbarcountys:
|                 | Sac County Calhoun County |                |
| Crawford County |                           | Greene County  |
| Shelby County   | Audubon County            | Guthrie County |

## Geschichte
Das Carroll County wurde am 15. Januar 1851 aus Teilen des Pottawattamie County gebildet. Benannt wurde es nach dem aus Carrollton, Maryland, stammenden Charles Carroll (1737–1832), dem einzigen katholischen und am längsten lebenden Unterzeichner der Unabhängigkeitserklärung.

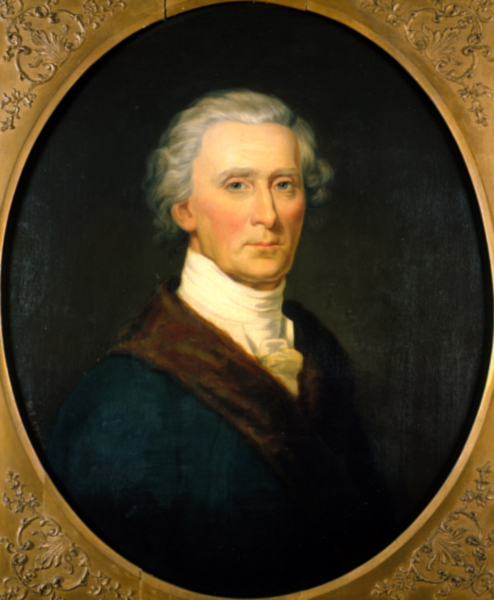
C. Carroll

1855 wurde die Countyverwaltung in Carrollton eingerichtet und 1858 das erste Bezirksgericht erbaut. 1869 wurde das zentraler gelegene und mit einem Eisenbahnanschluss der Chicago and Northwestern Railroad versehene Carroll City, das heutige Carroll, Sitz der Verwaltung. Das Gerichtsgebäude wurde 1886 durch einen Brand total zerstört. Das heutige Gerichtsgebäude wurde 1965 errichtet.

## Bevölkerung
Nach der Volkszählung im Jahr 2010 lebten im Carroll County 20.816 Menschen in 8614 Haushalten. Die Bevölkerungsdichte betrug 14,1 Einwohner pro Quadratkilometer. In den 8614 Haushalten lebten statistisch je 2,27 Personen.
Ethnisch betrachtet setzte sich die Bevölkerung zusammen aus 97,3 Prozent Weißen, 0,4 Prozent Afroamerikanern, 0,1 Prozent amerikanischen Ureinwohnern, 0,4 Prozent Asiaten sowie aus anderen ethnischen Gruppen; 0,9 Prozent stammten von zwei oder mehr Ethnien ab. Unabhängig von der ethnischen Zugehörigkeit waren 1,6 Prozent der Bevölkerung spanischer oder lateinamerikanischer Abstammung.
24,9 Prozent der Bevölkerung waren unter 18 Jahre alt, 56,5 Prozent waren zwischen 18 und 64 und 18,6 Prozent waren 65 Jahre oder älter. 51,3 Prozent der Bevölkerung war weiblich.

Das jährliche Durchschnittseinkommen eines Haushalts lag bei 46.086 USD. Das Prokopfeinkommen betrug 24,468 USD. 9,8 Prozent der Einwohner lebten unterhalb der Armutsgrenze.

## Ortschaften im Carroll County
Citys
- Arcadia
- Breda
- Carroll
- Coon Rapids 1
- Dedham
- Glidden
- Halbur
- Lanesboro
- Lidderdale
- Manning
- Ralston 2
- Templeton
- Willey

Unincorporated Communities
- Maple River
- Mount Carmel
- Roselle

## Gliederung
Das Carroll County ist in 16 Townships eingeteilt:
| Township                 | Einwohner (2010) | FIPS     |
| ------------------------ | ---------------- | -------- |
| Arcadia Township         | 732              | 19-90075 |
| Eden Township            | 594              | 19-91134 |
| Ewoldt Township          | 229              | 19-91254 |
| Glidden Township         | 1470             | 19-91581 |
| Grant Township           | 488              | 19-91635 |
| Jasper Township          | 307              | 19-92196 |
| Kniest Township          | 406              | 19-92319 |
| Maple River Township     | 497              | 19-92820 |
| Newton Township          | 468              | 19-93099 |
| Pleasant Valley Township | 337              | 19-93405 |
| Richland Township        | 175              | 19-93573 |
| Roselle Township         | 651              | 19-93699 |
| Sheridan Township        | 427              | 19-93840 |
| Union Township           | 1489             | 19-94182 |
| Washington Township      | 268              | 19-94467 |
| Wheatland Township       | 675              | 19-94704 |

Die Städte Carroll und Manning gehören keiner Township an.